# Campionato argentino di rugby a 15 1945
Il campionato argentino di rugby a 15 1945 fu vinto dalla selezione della Provincia di Buenos Aires che ha battuto in finale la selezione della  Capital.
La prima edizione del Campionato argentino di rugby venne organizzata nel 1945 dall'Unión de Rugby del Río de la Plata allo scopo di diffondere e sviluppare il rugby anche al di fuori del territorio di Buenos Aires.
Parteciparono al primo torneo del 1945 le squadre invitate:
- la selezione della Capital, ossia di Buenos Aires
- la selezione della Provincia di Buenos Aires
- Unión de Rugby del Norte (Tucumán),
- San Martín Rugby Club de Villa María,
- Litoral (Combinado de Rosario y Santa Fe)
- Montevideo Cricket Club, (squadra uruguayana tradizionalmente legata al rugby argentino, con il quale intratteneva rapporti sin dal 1875)
- C. A. Estudiantes de Paraná
- Unión Cordobesa de Rugby.

Come resterà per tradizione a lungo, il torneo si disputa con partite ad eliminazione diretta.
Il torneo è stato vinto dalla selezione della Provincia di Buenos Aires che ha battuto in finale la selezione della  Capital.

## Risultati
| QUARTI DI FINALE |                         |   |                    |        |             |
| 9 sett.          | UR del Norte            | - | Capital            | 3 - 53 | Tucumán     |
| 9 sett.          | Córdoba                 | - | Provincia          | 0 - 36 | Córdoba     |
| 9 sett.          | San Martin RC           | - | Litoral            | 0 - 5  | Villa María |
| 9 sett.          | Montevideo Cricket Club | - | Estudiantes Paranà | 5 - 19 | Montevideo  |

| SEMIFINALI |           |   |                    |        |                         |
| 23 sett.   | Capital   | - | Litoral            | 4 - 3  | Maldonado, Buenos Aires |
| 23 sett.   | Provincia | - | Estudiantes Paranà | 29 - 6 | Maldonado, Buenos Aires |

| FINALE   |           |   |         |       |                         |
| 23 sett. | Provincia | - | Capital | 5 - 4 | Maldonado, Buenos Aires |